# 賴基 (大米海利夫卡區)
47°8′38″N 29°56′4″E / 47.14389°N 29.93444°E
賴基（烏克蘭語：Райки）是位於烏克蘭西南部的村莊，由敖德萨州羅茲季利納區的新博里西夫卡市鎮負責管轄。該村始建於1890年，面積0.51平方公里，海拔高度157米，2001年人口108，人口密度每平方公里211.76人。